# Queen (album Nicki Minaj)
Queen – czwarty album studyjny trynidadzko-amerykańskiej raperki Nicki Minaj. Został wydany 10 sierpnia 2018 roku za pośrednictwem Young Money Entertainment i Cash Money Records.
Jest to pierwszy album Minaj od prawie czterech lat po The Pinkprint (2014). Nicki rozpoczęła nagrywanie albumu pod koniec 2016 roku, a przez cały rok 2017 i 2018 współpracowała z garstką producentów i autorów piosenek, by osiągnąć pożądany wygłos. Album zawiera gościnnie występy raperów Eminema, Foxy Brown, Future, Swae Lee i Lil Wayne oraz piosenkarzy Ariany Grande, Labrinth i The Weeknd. Muzycznie jest to hip-hopowy album, który zawiera elementy popu i R&B.
Data wydania albumu została opóźniona, zanim zostania wydana, na tydzień przed terminem. Zwiastowały go cztery single: główny singiel „Chun-Li”, wydany 12 kwietnia 2018 roku; „Bed”, wydany 14 czerwca, „Barbie Dreams” wydany 14 sierpnia i „Good Form” – 4 grudnia oraz „Rich Sex” – 11 czerwca. Aby jeszcze bardziej promować wydawanie albumu, Minaj uruchomiła swój własny program radiowy, zatytułowany Queen Radio, emitowany na Beats 1 oraz kilka występów telewizyjnych i występów na żywo. Minaj miała także wyruszyć w trasę koncertową z amerykańskim raperem Future, która miała rozpocząć się w styczniu 2019 roku. Jednakże ogłoszono, że Future nie będzie uczestniczył w trasie koncertowej, a Minaj wystąpi razem z Juice Wrld'em na Nicki Wrld Tour w Europie.
Queen otrzymywał ogólnie przychylne recenzje od krytyków muzycznych, choć kilku krytykowało długość albumu i słowa piosenek. Zadebiutował na drugiej pozycji na liście Billboard 200 w USA z 185 000 albumów, z czego 78 000 pochodziło ze sprzedaży czystych albumów. W pierwszej dziesiątce znalazł się na innych rynkach muzycznych, takich jak Australia, Kanada, Holandia, Irlandia, Nowa Zelandia, Norwegia, Szwajcaria i Wielka Brytania. Został certyfikowany platyną przez RIAA.

## Lista utworów
| Lp. | Tytuł                                       | Autor(zy) | Producent(ci)                                     | Długość |
| --- | ------------------------------------------- | --- | ------------------------------------------------- | ------- |
| 1.  | „Ganja Burn”                                | - Onika Maraj - Jeremy Reid - Jairus Mozee                                                                         | J. Reid                                           | 4:54    |
| 2.  | „Majesty” (z Labrinth, gościnnie Eminem)    | - Maraj - Timothy McKenzie - Marshall Mathers - Luis Resto                                                         | - Labrinth - Eminem                               | 4:55    |
| 3.  | „Barbie Dreams”                             | - Maraj - Rashad Smith - Melvin Hough II - Rivelino Raoul Wouter - Christopher Wallace - James Brown - Fred Wesley | - Ringo - Mel and Mus                             | 4:39    |
| 4.  | „Rich Sex” (gościnnie Lil Wayne)            | - Maraj - Dwayne Carter - Reid - Jawara Headley - Aubry Delaine                                                    | - J. Reid - Big Juice                             | 3:12    |
| 5.  | „Hard White”                                | - Maraj - Matthew Samuels - Ramon Ibanga Jr. - Brittany Hazzard                                                    | - Boi-1da - Illmind                               | 3:13    |
| 6.  | „Bed” (gościnnie Ariana Grande)             | - Maraj - Benjamin Diehl - Gamal Lewis - Brett Bailey - Mescon David Asher - Dwayne Chin-Quee                      | - Ben Billions - Beats Bailey - Supa Dups - Messy | 3:09    |
| 7.  | „Thought I Knew You” (gościnnie The Weeknd) | - Maraj - Abel Tesfaye - Hazzard - Reid                                                                            | J. Reid                                           | 3:18    |
| 8.  | „Run & Hide”                                | - Maraj - Hazzard - Rupert Thomas Jr. - Masamune Kudo                                                              | - Sevn Thomas - Rex Kudo                          | 2:34    |
| 9.  | „Chun Swae” (gościnnie Swae Lee)            | - Maraj - Khalif Brown - Leland Wayne                                                                              | - Metro Boomin                                    | 6:10    |
| 10. | „Chun-Li”                                   | - Maraj - Reid | - J. Reid - Nicki Minaj                           | 3:11    |
| 11. | „LLC”                                       | - Maraj - Rasool Diaz - Wesley Dees - Jason Fox                                                                    | - Sool - DJ Wes - JFK                             | 3:41    |
| 12. | „Good Form”                                 | - Maraj - Michael Williams II - Asheton Hogan                                                                      | - Mike Will Made It - Pluss                       | 3:19    |
| 13. | „Nip Tuck”                                  | - Maraj - Hazzard - Jeremy Coleman - Daniel Johnson - June Nawakii                                                 | - JMIKE - June Nawakii - Kane Beatz               | 3:27    |
| 14. | „2 Lit 2 Late Interlude”                    | - Maraj - Hazzard - Julian Gramma - Adam King Feeney                                                               | - J Gramm - Frank Dukes                           | 0:55    |
| 15. | „Come See About Me”                         | - Maraj - Hazzard - Christopher Braide - Henry Walter                                                              | - Chris Braide - Cirkut                           | 4:06    |
| 16. | „Sir” (gościnnie Future)                    | - Maraj - Nayvadius Wilburn - Wayne - Xavier Dotson                                                                | - Metro Boomin - Zaytoven                         | 3:44    |
| 17. | „Miami”                                     | - Maraj - Shane Lindstrom - Diaz - Douglas Patterson                                                               | - Murda Beatz - Sool                              | 3:10    |
| 18. | „Coco Chanel” (gościnnie Foxy Brown)        | - Maraj - Joshua Adams - Inga Marchand - Ashley Bannister - Dillon Hart Francis - Sonny Moore                      | - J Beatzz - Blank                                | 3:44    |
| 19. | „Inspirations (Outro)”                      | - Maraj - Adams - Bannister - Dillon - Moore                                                                       | - J Beatzz - Blank                                | 0:58    |

| Lp. | Tytuł                             | Autor(zy)                                              | Producent(ci)               | Długość |
| --- | --------------------------------- | ------------------------------------------------------ | --------------------------- | ------- |
| 20. | „Good Form” (gościnnie Lil Wayne) | - Maraj - Michael Williams II - Asheton Hogan - Carter | - Mike Will Made It - Pluss | 3:57    |

| Lp. | Tytuł                                                   | Autor(zy)                                                                               | Producent(ci)           | Długość |
| --- | ------------------------------------------------------- | --------------------------------------------------------------------------------------- | ----------------------- | ------- |
| 20. | „Fefe” (6ix9ine gościnnie Nicki Minaj oraz Murda Beatz) | - Andrew Green - Daniel Hernandez - Maraj - Lindstrom - Kevin Gomringer - Tim Gomringer | - Murda Beatz - Cubeatz | 2:59    |

| Lp. | Tytuł             | Autor(zy)                              | Producent(ci)         | Długość |
| --- | ----------------- | -------------------------------------- | --------------------- | ------- |
| 20. | „Barbie Tingz”    | - Maraj - Reid                         | J. Reid               | 3:11    |
| 21. | „Regular Degular” | - Maraj - Vincent Watson - Cory Martin | - Invincible - Lowkey | 3:33    |

## Certyfikaty
| Kraj                     | Certyfikat | Sprzedaż/Wysyłki |
| ------------------------ | ---------- | ---------------- |
| Wielka Brytania (BPI)    | Złoto      | 100 000+         |
| Stany Zjednoczone (RIAA) | Platyna    | 1 000 000+       |

## Historia wydania
| Kraj    | Data             | Format                      | Wytwórnia                         | Ref.          |
| ------- | ---------------- | --------------------------- | --------------------------------- | ------------- |
| Świat   | 10 sierpnia 2018 | Digital download, streaming | Young Money, Cash Money, Republic | [ 33 ]        |
| Świat   | 17 sierpnia 2018 | CD                          | Young Money, Cash Money, Republic | [ 34 ]        |
| Świat   | Listopad 2018    | LP, kaseta                  | Young Money, Cash Money, Republic | [ 35 ] [ 36 ] |
| Japonia | 26 września 2018 | CD                          | Universal Music Japan             | [ 37 ]        |